# Orlando Vargas
Orlando Vargas é uma filme franco-uruguaio de 2005, realizado por Juan Pittaluga.
Estreou em Portugal em 4 de agosto de 2005.